# Nipissing Ouest
Nipissing Ouest, West Nipissing – gmina w Kanadzie, w prowincji Ontario, w dystrykcie Nipissing. Jest dwujęzyczna i posiada dwie oficjalne nazwy (francuską i angielską). Nazwa pochodzi od jeziora Nipissing, nad którym jest położona.
Liczba mieszkańców Nipissing Ouest wynosi 13 410. Język francuski jest językiem ojczystym dla 66,1%, angielski dla 29,9% mieszkańców (2006).

## Historia
Gmina powstała w 1999 roku w wyniku połączenia miasta Sturgeon Falls i kilku okolicznych społeczności w nową jednostkę samorządową.